# Sammlung Schroth
Die Sammlung Schroth ist eine Kunstsammlung für konkrete und post-minimale Kunst mit Sitz in Soest.
Sie wurde von dem Wirtschaftsingenieur und Produktdesigner Carl-Jürgen Schroth (* 1947 in Arnsberg), ehemaliger Eigentümer der Schroth Safety Products GmbH, in den 1980er Jahren begonnen. Die Sammlung dieser Kunstrichtung, der sich Schroth verschrieben hat, wird kontinuierlich ausgebaut. Werke aus der Sammlung konnten in der früheren Marienschule an Tagen der offenen Tür, einem heute denkmalgeschützten Gebäude, in Soest bis 2015 angesehen werden.

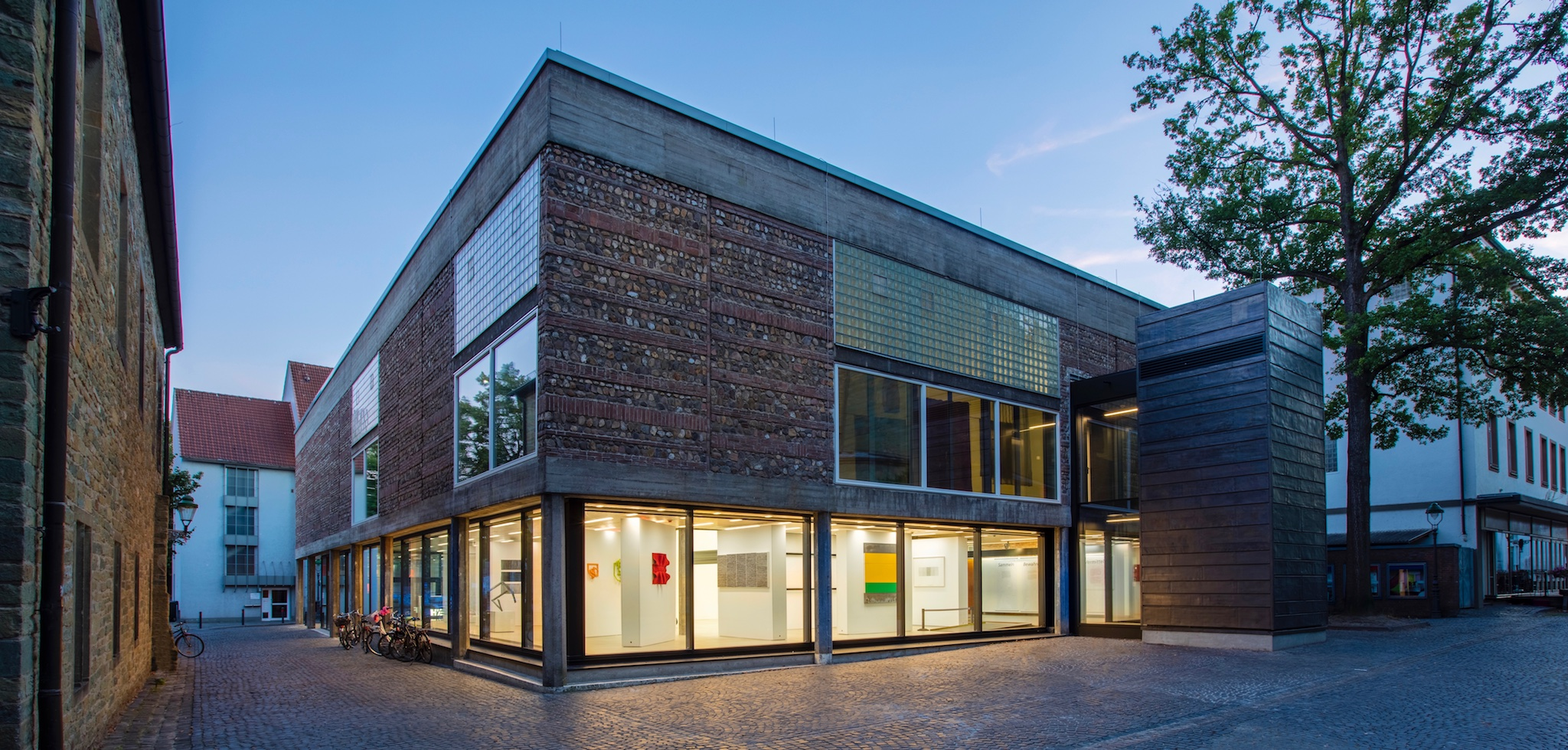
RAUM SCHROTH im Museum Wilhelm Morgner, Soest (2016)

Dann folgte die Eröffnung des Raum Schroth im Mai 2016 als ein Bestandteil des Museum Wilhelm Morgner in der Stadt Soest. Dort können die Werke der Sammlung Schroth und darüber hinaus von außen geliehene Ausstellungen gesehen werden.

## Inhalte der Sammlung Schroth
Die Sammlung enthält an die 400 Werke von etwa 90 Künstlern aus verschiedenen Ländern, unter anderem Yves Klein, Hellmut Bruch, Heiner Thiel und Beat Zoderer. Sie ist damit eine der 256 führenden Privatsammlungen weltweit und unter anderem im BMW Art Guide vertreten. Aus der deutschen Kunstszene sind u. a. Imi Knoebel, Hartmut Böhm, Leo Erb, Ivo Ringe, Günter Umberg, Lore Bert und Ulrich Rückriem vertreten. Zu den Neuerwerbungsausstellungen erscheinen Kataloge.

## Stiftung Konzeptuelle Kunst
Die Stiftung Konzeptuelle Kunst mit Sitz in Soest wurde 2014 gegründet und beinhaltet Werke aus der Sammlung Schroth.
Der Stifter Carl-Jürgen Schroth schafft damit eine Stiftung nicht nur für seine eigene Sammlung, sondern auch die Möglichkeit für andere Sammler oder Künstlernachlässe aus dem Bereich konzeptuelle Kunst, ihre Werke einzustiften und für die Nachwelt zu erhalten. Es sind bereits weitere Zustiftungen in Planung.
Seit 2014 unterstützt die Stiftung Konzeptuelle Kunst maßgeblich das Projekt Hellweg Konkret, welches mit einem ersten Ausstellungszyklus in Soest, Unna, Hamm, Ahlen und Arnsberg vertreten war.

## Ausstellungen und Kataloge
- 2009: Neuzugänge I. Frühere Marienschule, Soest
- 2010: Neuzugänge II. Frühere Marienschule, Soest 2010.
- 2011: Neuzugänge III. Licht – Raum. Kaiserhaus Arnsberg-Neheim. Frühere Marienschule. Soest 18. März –12. Juni 2011. Sammlung Schroth. Soest 2011, ISBN 978-3-00-033173-2.
- 2012: Sammlung Schroth – Zeichnungen und Drucke aus der Sammlung. 55 Werke, 12 Künstler, 5 Nationen - Galerie im Museum Wilhelm-Morgner-Haus, Soest
- 2012: Neuzugänge IV. Information Kloster Wedinghausen. Sammlung Schroth, Soest, ISBN 978-3-00-037666-5.[5][6]
- 2013: Neuzugänge V. Farben – Colours Kunstmuseum Wilhelm-Morgner-Haus & Frühere Marienschule Soest/Germany. 22. Juni–11. August 2013. Sammlung Schroth, Soest, ISBN 978-3-00-042475-5.[7]
- 2015: Hellweg Konkret und die internationale Gegenwartskunst. Präzise Gefühle. Werke aus der Sammlung Schroth. 25. Oktober 2015 – 24. Januar 2016. Kunstmuseum Ahlen, Verlag Kettler, Dortmund 2015, ISBN 978-3-862-06521-9.
- 2016: Hellweg Konkret und die internationale Gegenwartskunst. Präzise Gefühle. Werke aus der Sammlung Schroth. Ergänzungsband. 14. Februar – 10. April 2016. Kloster Wedinghausen, Arnsberg, Verlag der Stiftung Konzeptuelle Kunst.
- 2017: Light Field: Anne Blanchet + James Howell, 24. September 2016 – 4. Januar 2017. Raum Schroth im Museum Wilhelm Morgner, Soest
- 2017: Heiner Thiel: Werkschau 40 Jahre, 14. Januar – 23. April 2017. Raum Schroth und Hans Kaiser Raum im Museum Wilhelm Morgner, Soest. Verlag der Stiftung Konzeptuelle Kunst, ISBN 978-3-00-055170-3.
- 2017: Format: 35 Jahre Sammlung Schroth, 1981 - 2016, 7. Mai – 13. August 2017. Raum Schroth und der Wechselausstellungsbereich im Museum Wilhelm Morgner, Soest. Verlag der Stiftung Konzeptuelle Kunst, ISBN 978-3-00-056368-3
- 2017: Doppelausstellung Hellweg Konkret: Gäste Konkret, 26. August – 19. November 2017. Raum  Schroth im Museum Wilhelm Morgner, Soest, und Hellweg Konkret: Die kristalline Welt des K. G. Schmidt, 7. September – 19. November 2017. Westfälische Salzwelten der Stadt Bad Sassendorf. Verlag der Stiftung Konzeptuelle Kunst, ISBN 978-3-9819110-0-8
- 2018: Painting Black, 2. Dezember 2017 – 4. März 2018. Raum Schroth im Museum Wilhelm Morgner, Soest, ohne Publikation[8]
- 2020: Ausrichtung: Der Konzeptkünstler Anton Quiring
- 2020: Multilayer Vision

+ 2025: WestFarbe VI: Paint vs. Colour – Prozessualität und Erscheinung